# Mesnil-Panneville
Mesnil-Panneville es una comuna francesa situada en el departamento de Sena Marítimo, en la región de Normandía.

## Demografía
| 321 | 308 | 272 | 466 | 492 | 515 | 772 |
| Para los censos de 1962 a 1999 la población legal corresponde a la población sin duplicidades (Fuente: INSEE [Consultar]) |     |     |     |     |     |     |